# Türi (Estonia)

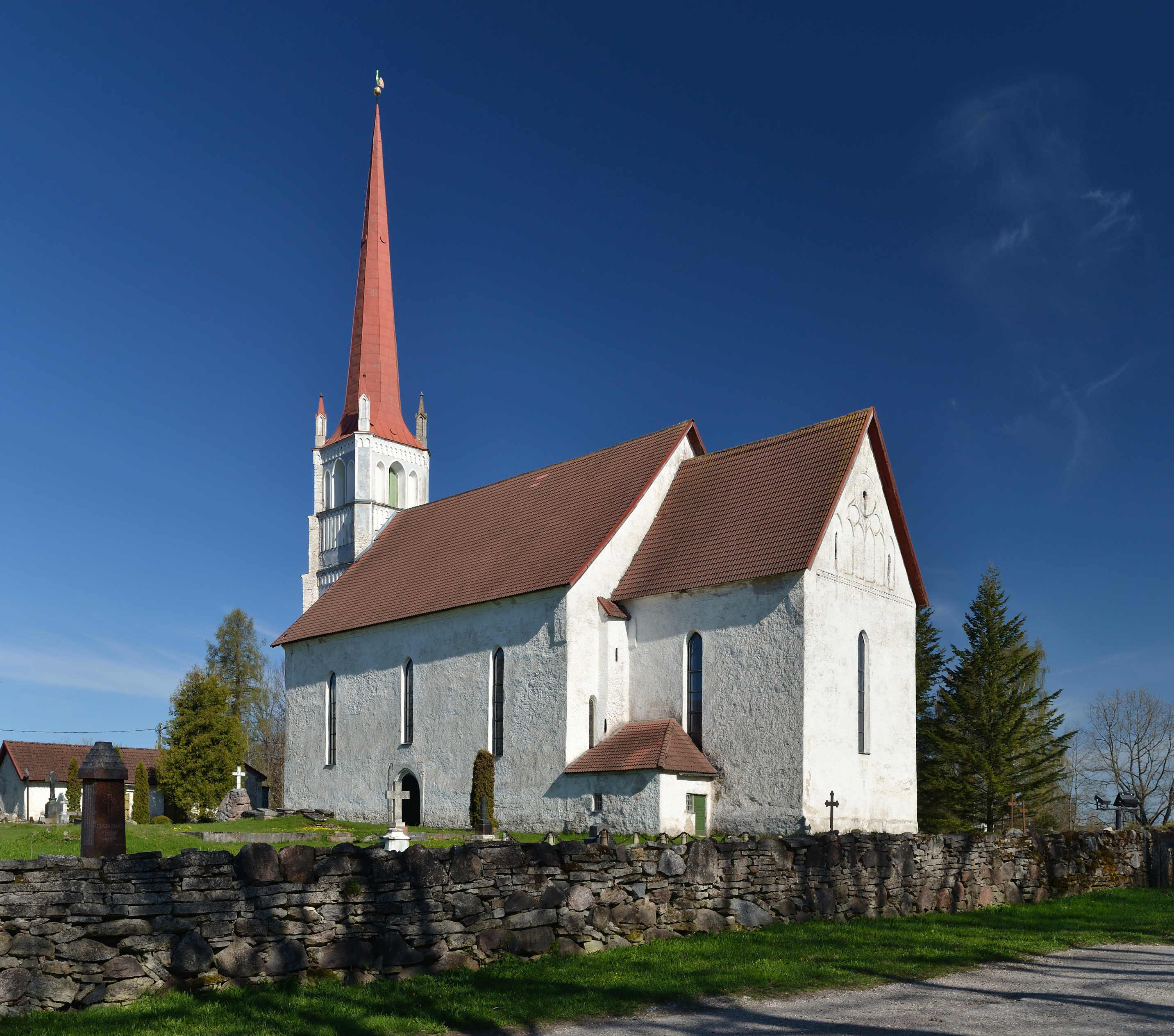

Türi (în germană Turgel) este un oraș (linn) în Județul Järva, Estonia.
Este reședința comunei Türi. Localitatea a fost locuită de germanii baltici.

## Personalități născute aici
- Kaia Iva (1964 - 2023), politiciană.

1. ↑  Consiliul Funciar Eston, accesat în 21 noiembrie 2020